# Unabhängiges Institut für Umweltfragen
Das Unabhängige Institut für Umweltfragen e. V. (UfU) ist ein gemeinnütziger deutscher Thinktank im sozial-ökologischen Spektrum und sowohl eine angewandt wissenschaftliche Einrichtung als auch eine Organisation mit stark praktischen Bezügen. Der Institutsslogan – Umweltwissenschaft Bürgernah – wurde bereits 1990 von ostdeutschen Umweltwissenschaftlern geprägt und ist bis heute gültig. Das UfU gehört zu den Einrichtungen, die in der Wendezeit der DDR maßgebliche Veränderungen im Umweltschutz vorangebracht haben.

## Tätigkeitsspektrum
Heute initiiert das UfU mit seinen über 40 Mitarbeiterinnen und Mitarbeitern eine Vielzahl angewandt wissenschaftlicher Projekte, Aktionen und Netzwerke, die öffentlich und gesellschaftlich relevant sind, auf Veränderung ökologisch unhaltbarer Zustände drängen und die Beteiligung der Bürger benötigen und fördern. Profilgebend sind Öffentlichkeitsbeteiligung, Energiesparen in öffentlichen Einrichtungen, der Zugang zu Gerichten in Umweltangelegenheiten, der Umgang mit invasiven Arten, Umweltinformationsrecht, Ressourcenschutz sowie transformative Bildung.
Das Institut gliedert sich in vier Fachgebiete:  Partizipation & Umweltrecht, transformative Bildung & Klimaschutz, Energieeffizienz & Energiewende sowie Naturschutz & Umweltkommunikation. UfU ist Mitglied im Ecological Research Network (Ecornet), einem Zusammenschluss führender sozial-ökologischer Umweltforschungseinrichtungen in Deutschland. UfU hat seinen Sitz in Berlin, eine Zweigstelle in Halle/Saale sowie ein Projektbüro in Hanoi/Vietnam. Der Umsatz lag 2022 bei 2,58 Mio. Euro.
Das Institut ist seit 1990 vom Finanzamt für Körperschaften Berlin für Umweltschutz, Wissenschaft und Bildung, seit 2022 auch für Klima- und Naturschutz als gemeinnützig anerkannt. Derzeit unterstützen 180 Mitglieder mit ihrer ehrenamtlichen Tätigkeit sowie mit ihren Geldbeiträgen die Arbeit des Instituts.
Das Institutsspektrum umfasst jährlich weit mehr als 60 Projekte im In- und Ausland. Institutsergebnisse werden in Form von Studien und Gutachten, Artikel in Zeitschriften und anderen Publikationen veröffentlicht – zunehmend auch unter Nutzung sozialer Medien (Twitter, Instagram). Das Institut gibt viermal im Jahr einen Newsletter heraus, der auf der Internetseite heruntergeladen werden kann. Neben Deutschland ist das UfU auch in der Ukraine, Polen, Tschechien, der Slowakei, Slowenien, Kroatien, und der Türkei tätig. Besonders intensive Beziehungen bestehen zu Moldawien (seit 1996) und darüber hinaus zu Vietnam (seit 1998). In Vietnam werden gegenwärtig vier langjährige Projekte im Bereich Klimaschutz, Bodenschutz- und Altlastenmanagement, Klimaanpassung sowie Energiepflanzen mit einem Umsatz von mehr als 3 Mio. Euro durchgeführt. In Moldawien stehen Themen wie Wassermanagement, Öffentlichkeitsbeteiligung, Recyclingwirtschaft sowie Organisationsentwicklung im Mittelpunkt.
Mitarbeiter des UfU haben mehr als 100 Bücher, Broschüren und Leitfäden sowie zahlreiche Studien und Gutachten veröffentlicht, darunter auch mehrere Kinderbücher zu Umweltprävention.

## Geschichte und Struktur
Gegründet wurde das Institut im März 1990 in Berlin von über 200 ostdeutschen Umweltwissenschaftlern. Entscheidender Impuls für diesen Schritt war das Anliegen, bürgernah und zeitkritisch die umweltpolitische Entwicklung in Ostdeutschland zu analysieren und zu befördern.
Bis heute gilt die Verbindung des umweltpolitischen und demokratiefördernden Ansatzes als Leitbild für zahlreiche wissenschaftliche Projekte und Aktionen. Neben der Verbindung von Klimaschutz und Bildung hat der Verein im Bereich Partizipation und Umweltschutz Schwerpunkte gesetzt. Seit 2009 ist durch Projekte im Bereich Ressourcenschutz und Umgang mit invasiven Arten das Profil des UfU deutlich gestärkt worden. Sozialwissenschaftliche Projekte zu den Themen Umweltkommunikation, Klimaschutz, Partizipation, Entwicklung der Zivilgesellschaft, Evaluationsprojekte sowie rechtsempirische Forschungsprojekte mit einem Schwerpunkt zu Klagerechten der Umweltverbände haben das UfU zu einer gefragten Einrichtung in Deutschland und darüber hinaus gemacht.
UfU bearbeitet jährlich etwa 60 Projekte. Die Finanzierung wird überwiegend über Drittmittelprojekte und Projektfinanzierungen sichergestellt. Der Umsatz lag 2021 bei 2,44 Mio. Euro. Ein wissenschaftlicher Beirat berät das UfU bei seiner Forschungsstrategie. Im achtzehnköpfigen Beirat sind unter anderem der Politikwissenschaftler Udo E. Simonis, der Klimaforscher Hartmut Grassl, der amerikanische Umweltrechtler John Bonine sowie die Erziehungswissenschaftlerin Eveline Wittmann aktiv.

## Anreizsystem zum Energiesparen unter dem Titel fifty-fifty und Projekte im Bereich transformative Bildung
Das UfU hat erstmals 1995 eine Initiative zum Energiesparen an Schulen gestartet. Mit fifty/fifty werden Schulen motiviert, durch eine Änderung ihres Nutzerverhaltens Energie im Schulalltag einzusparen.
Im ursprünglichen Fifty/fifty-Modell winkte den am Projekt beteiligten Schulen am Ende eines jeden Schuljahres Geld: Die Hälfte der eingesparten Energiekosten wurde dann vom Schulträger direkt an die beteiligten Schulen ausgezahlt. Basierend auf dieser Idee entwickelte sich eine Reihe von Energiesparprojekten mit unterschiedlichen Anreizmodellen. Heute steht fifty/fifty als Markenname für alle Formen von Energiesparprojekten mit finanziellem Anreizsystem, die meist in Form von Prämienmodellen umgesetzt werden. Abgesehen vom finanziellen Anreiz leisten die teilnehmenden Einrichtungen einen aktiven Beitrag zur Energiewende und fördern eine Erziehung mit Bewusstsein für die Umwelt und den Klimaschutz.
Das UfU führt mittlerweile zahlreiche Projekte rund um das Thema Energiesparen in Deutschland, aber auch europa- und weltweit (u. a. Vietnam, Bangladesch), in Schulen, Kitas und Horten durch. Hierbei werden verschiedene Anreiz- und Prämienmodelle angewendet. Zunehmend werden pädagogische Prämienmodelle von den Schulträgern gewählt. Dies bedeutet, dass der praktische Einsatz und das Engagement in den Schulen bei der Bestimmung der Prämie einen wichtigen Stellenwert einnimmt.
Darüber hinaus werden verschiedene Bildungsmaterialien zu verwandten Themen wie erneuerbare Energien und Klimaschutz entwickelt. Evaluationsprojekte zu Fragen der Wirksamkeit von Bildungsprojekten sowie ein regelmäßiger Bildungsnewsletter komplettieren in den letzten Jahren die Tätigkeit im Bildungsbereich.

## Projekte zu Bürgerbeteiligung und Umsetzung der Aarhus-Konvention in Deutschland
Seit seiner Gründung widmet sich das Institut dem Thema Partizipation und Umweltschutz. Sowohl Broschüren und Leitfäden als auch Studien, Tagungen und Seminare werden zu formellen Beteiligungsformaten wie auch zu informellen Beteiligungsmöglichkeiten (u. a. Konsensuskonferenzen) angeboten. Mit dem Internetportal aarhus-konvention.de betreibt das UfU die bekannteste Informationsplattform zum Thema Umsetzung der Aarhus-Konvention in Deutschland. Für die Wahrnehmung der Umweltinformationsrechte wurde 2009 das Internetportal umweltinformationsrecht.de eingerichtet, das speziell die Nutzung der Umweltinformationsrechte in Deutschland begleitet. Seit Mitte der 1990er Jahre ist das Institut die erste Adresse für empirische Forschungen zu Verbandsklagen im Umweltschutz. Zahlreiche Studien haben beispielsweise die Behauptung widerlegt, in Deutschland würden die anerkannten Umweltverbände die Gerichte durch die Verbandsklagen zu stark beanspruchen. 2018 wurde für den Sachverständigenrat für Umweltfragen eine Studie für den Zeitraum 2013 bis 2016 veröffentlicht. Für den Zeitraum 2017 bis 2020 hat das Fachgebiet im Auftrag des Umweltbundesamtes neueste Daten im Herbst 2021 veröffentlicht.